# Канне, Фридрих Август
Фридрих Август Канне (нем. Friedrich August Kanne; 8 марта 1778, Делич — 16 декабря 1833, Вена) — австрийский композитор, драматург и музыкальный критик саксонского происхождения.
Изучал право в Лейпциге и Виттенберге, затем композицию в Дрездене. С 1806 г. жил в Вене в качестве домашнего учителя музыки у князя Лобковица. В 1821—1824 гг. возглавлял, переняв руководство у Игнаца и Йозефа фон Зайфридов, венскую «Всеобщую музыкальную газету» (нем. Allgemeine musikalische Zeitung, не путать с более известной одноимённой лейпцигской), а в 1829 г. вместе с Игнацем Францем Кастелли стоял у истоков «Всеобщего музыкального вестника» (нем. Allgemeine musikalische Anzeiger).
Автор более десятка опер, среди которых «Орфей и Эвридика» (1807), «Миранда, или Меч возмездия» (нем. Miranda oder Das Schwert der Rache; 1811), «Железная дева» (нем. Die eiserne Jungfrau; 1822) и др., — частично по собственным либретто. Высокую оценку одному из либретто Канне дал Бетховен. Высказывалось также предположение, что медленная часть Четвёртого фортепианного концерта Бетховена носит программный характер и основана на либретто Канне к его «Орфею и Эвридике».
Из пьес Канне наибольшим успехом пользовалась патриотическая «Пряха у креста» (нем. Die Spinnerin am Kreuz; 1822). Ему принадлежат также песни (в том числе на стихи Гёте), мессы, фортепианная музыка.
Существует предположение, что Канне послужил прототипом капельмейстера Крейслера из произведения Эрнста Теодора Амадея Гофмана.